# Iantchouï
L'Iantchouï (en russe : Янчуй) est une rivière de Russie qui coule en république autonome de Bouriatie en Sibérie orientale. C'est un affluent de l'Angara supérieure en rive gauche, donc un sous-affluent de l'Ienisseï par l'Angara supérieure, le lac Baikal et enfin l'Angara.

## Géographie
Le bassin versant du Iantchouï a une superficie de 1 090 km2 (surface de taille comparable à celle du département français du Val-d'Oise, ou encore à celle de la province de Brabant wallon en Belgique). Son débit moyen à l'embouchure est de 24,6 m3/s. 
L'Iantchouï prend naissance au nord de la Bouriatie, sur le rebord nord des monts Mouisk septentrionaux ou  Severomouïsk, chaîne montagneuse dont la hauteur maximale dépasse l'altitude de 2 500 mètres. Ces monts constituent la continuation au nord-est des monts Bargouzine qui longent le rebord nord-est du lac Baïkal. 
Après sa naissance, l'Iantchouï coule en direction du nord et après un parcours de 65 kilomètres, se jette en rive gauche dans le cours supérieur de l'Angara supérieure, au niveau de la petite localité de Iantchouï.
L'Iantchouï est franchi par la voie ferrée Magistrale Baïkal-Amour ou BAM à Iantchouï.

## Hydrométrie - Les débits mensuels à Iantchouï
Le débit de l'Iantchouï a été observé pendant 23 ans (période allant de 1975 à 1997) à Iantchouï, petite localité située à 7 kilomètres de son point de confluence avec l'Angara supérieure. 
Le  module observé à Iantchouï sur cette période était de 24,6 m3/s pour une surface drainée de 1 090 km2, soit la totalité du bassin versant de la rivière. La lame d'eau écoulée dans ce bassin versant se monte ainsi à 713 millimètres par an, ce qui doit être considéré comme très élevé, et résulte de l'abondance des précipitations arrosant les montagnes de son bassin. 
Rivière alimentée avant tout par la fonte des neiges et des glaces, mais aussi par les pluies d'été, le Iantchouï est un cours d'eau de régime nivo-pluvial. 
Les hautes eaux se déroulent au printemps, en juin surtout et en juillet, ce qui correspond au dégel et à la fonte des neiges des sommets des monts Severomouïsk. En juillet, le débit chute, et cette baisse se poursuit ultérieurement. Mais sous l'effet des pluies, maximales en été, cette baisse s'effectue plus doucement, durant le reste de l'été, jusqu'au début de l'automne. En octobre puis novembre, le débit plonge, ce qui constitue le début de la période des basses eaux. Celle-ci a lieu de novembre à avril inclus, et correspond aux gelées intenses qui s'abattent sur toute la Sibérie, et qui sont particulièrement dures dans les régions montagneuses. 
Le débit moyen mensuel observé en mars (minimum d'étiage) est de 5,71 m3/s, soit environ 6 % du débit moyen du mois de juin, maximum de l'année (92,1 m3/s), ce qui souligne l'amplitude relativement modérée - pour la Sibérie - des variations saisonnières. Sur la durée d'observation de 23 ans, le débit mensuel minimal a été de 4,66 m3/s en mars 1981, tandis que le débit mensuel maximal s'élevait à 142 m3/s en juin 1980.
En ce qui concerne la période estivale, libre de glaces (de juin à septembre inclus), le débit mensuel minimal observé a été de 14,9 m3/s en août 1987, ce qui restait fort appréciable, par rapport au débit moyen. 